# Championnat du monde de billard carambole artistique
Le Championnat du monde de billard carambole artistique est organisé par l'Union mondiale de billard.

## Palmarès

### Année par année

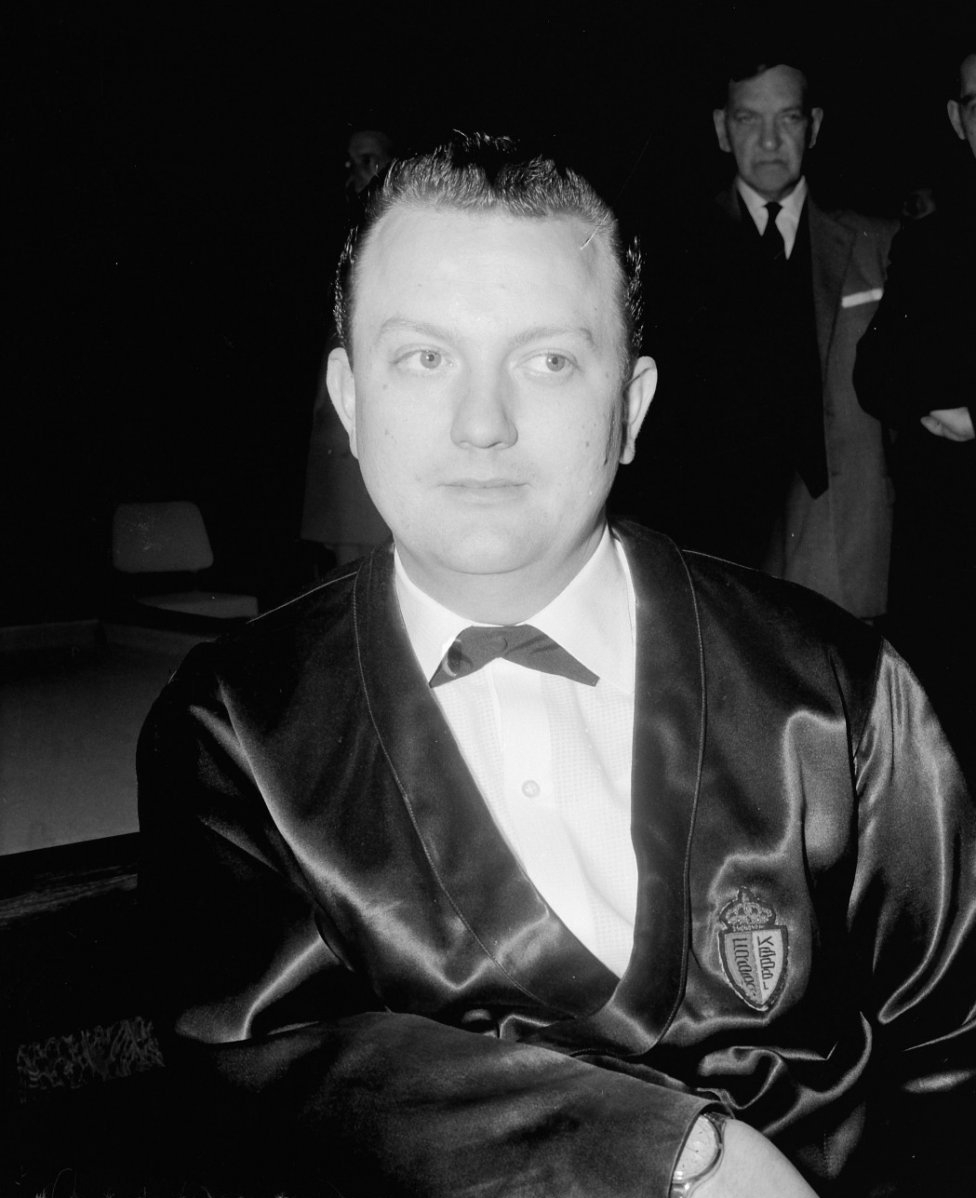
Raymond Steylaerts - Recordman du nombre de victoires

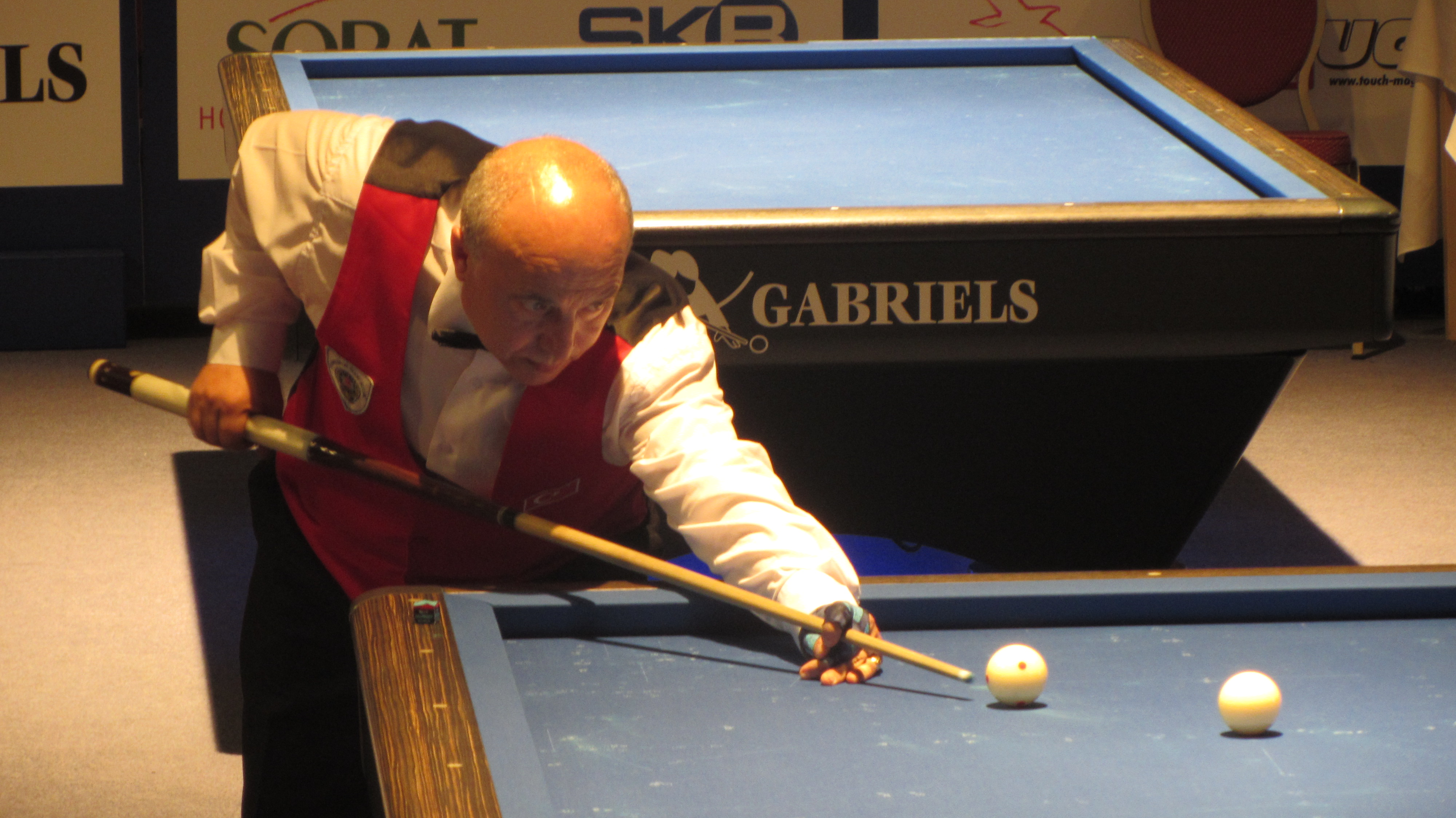
Serdar Gumus - Champion du monde en titre

Liste des champions du monde de la UMB à l'artistique[réf. incomplète],[réf. incomplète],[réf. incomplète].
| Année | Ville hôte            | Vainqueur              | Perf.   |
| ----- | --------------------- | ---------------------- | ------- |
| 1936  | Paris                 | Richard Kron (1)       |         |
| 1937  | Paris                 | August Tiedtke (1)     | -       |
| 1939  | Marseille             | René Vingerhoedt (1)   | -       |
| 1957  | Murcie                | Joaquim Domingo (1)    | -       |
| 1963  | Lyon                  | Joaquim Domingo (2)    | -       |
| 1966  | Madrid                | Joaquim Domingo (3)    | -       |
| 1970  | La Plata              | Raymond Steylaerts (1) | -       |
| 1972  | Tournai               | Léo Corin (1)          | -       |
| 1974  | Lyon                  | Léo Corin (2)          | -       |
| 1974  | Saint-Nicolas         | Ricardo Fernandez (1)  | -       |
| 1975  | Mol                   | Léo Corin (3)          | -       |
| 1979  | La Haye               | Raymond Steylaerts (2) | -       |
| 1980  | Maubeuge              | Raymond Steylaerts (3) | -       |
| 1983  | Saint-Maur-des-Fossés | Léo Corin (4)          | -       |
| 1984  | Heeswijk-Dinther      | Raymond Steylaerts (4) | -       |
| 1985  | Sluis                 | Jean Bessems (1)       | -       |
| 1986  | Acapulco              | Raymond Steylaerts (5) | -       |
| 1987  | Mönchengladbach       | Raymond Steylaerts (6) | -       |
| 1988  | Stockerau             | Jean Bessems (2)       | -       |
| 1990  | Barcelone             | Jean Reverchon (1)     | -       |
| 1991  | Bad Bergzabern        | Frans Belderbos (1)    | 67,85 % |
| 1992  | Épernay               | Jean Reverchon (2)     | -       |
| 1993  | Grubbenvorst          | Xavier Fonellosa (1)   | 73,25 % |
| 1995  | Saragosse             | Xavier Fonellosa (2)   | 74,13 % |
| 1996  | Pithiviers            | Jean Reverchon (3)     | -       |
| 2002  | Faches-Thumesnil      | Roberto Rojas (1)      | 77,34 % |
| 2006  | Amsterdam             | Sander Jonen (1)       | 67,23 % |
| 2011  | Florange              | Sander Jonen (2)       | 73,22 % |
| 2012  | Samsun                | Serdar Gumus (1)       | 63,53 % |

## Records

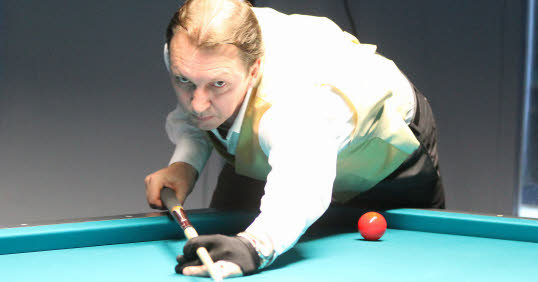
Jean Reverchon - Triple champion du monde

### Record de victoire
| Joueur                 | Nombre de victoires |
| ---------------------- | ------------------- |
| Raymond Steylaerts (6) | 6                   |
| Léo Corin (4)          | 4                   |
| Jean Reverchon (3)     | 3                   |
| Joaquim Domingo (3)    | 3                   |
| Sander Jonen (2)       | 2                   |
| Jean Bessems (2)       | 2                   |
| Xavier Fonellosa (2)   | 2                   |
| Richard Kron (1)       | 1                   |
| Serdar Gumus (1)       | 1                   |
| Frans Belderbos (1)    | 1                   |
| August Tiedtke (1)     | 1                   |
| Ricardo Fernandez (1)  | 1                   |
| Roberto Rojas          | 1                   |

### Record de victoire par nationalité
| Pays      | Nombre de victoires |
| --------- | ------------------- |
| Belgique  | 10                  |
| Espagne   | 7                   |
| Pays-Bas  | 5                   |
| France    | 4                   |
| Turquie   | 1                   |
| Allemagne | 1                   |
| Mexique   | 1                   |